# Velîkîi Lis, Luhînî
Velîkîi Lis (în ucraineană Великий Ліс) este un sat în comuna Litkî din raionul Luhînî, regiunea Jîtomîr, Ucraina.

## Demografie
Componența lingvistică a localității Velîkîi Lis
     Ucraineană (98,55%)
     Rusă (1,45%)
Conform recensământului din 2001, majoritatea populației localității Velîkîi Lis era vorbitoare de ucraineană (98,55%), existând în minoritate și vorbitori de rusă (1,45%).